# Back Street Luv
«Back Street Luv» — песня из второго альбома Second Album британской рок-группы Curved Air, записанная весной 1971 года и выпущенная синглом в конце июля 1971 года компанией Warner Bros. Records (#16092). 18 сентября «Back Street Luv»(с «Еverdance» на обороте) достиг своей наивысшей позиции, #4 в UK Singles Chart.

## История

### Отзывы критики
Согласно Allmusic, песня «Back Street Luv» занимает центральное место в Second Album. Рецензент Д. Томпсон назвал песню одну из лучших в творчестве Curved Air и одним из «важнейших синглов 1970-х годов».

## Участники записи
| - Ian Eyre — бас-гитара - Sonja Kristina — вокал - Francis Monkman — гитара, клавишные, синтезатор VCS 3 - Florian Pilkington Miksa — ударные - Darryl Way — фортепиано, скрипка, вокал | - Gordon Anderson — исполнительный продюсер - Colin Caldwell — звукоинженер, продюсер - John Kosh — дизайн - Richard Wynne — комментарии на обложке - Peter Zinovieff — электронное обеспечение |  |

## Издания
- 1971 — Second Album (3:36, WEA International
- 1971 — Second Album (5:56, Collectors' Choice Music)
- 1975 — Live (3:47, Repertoire)
- 1976 — Best of Curved Air (Warner Bros.)
- 1994 — Progression (Alex Records)
- 1995 — Journey to the Edge: Progressive Rock Classics (3:35, Music Collection)
- 1995 — The No. 1 70’s Rock Album (3:40 Alex)
- 1995 — Progressive Pop: Inside the 70’s (3:50, See For Miles Records)
- 1999 — Rock Festival (Insight)
- 2000 — Alive, 1990 (4:26, Mystic Records)
- 2006 — Absolute 70’s (Crimson Productions)
- 2006 — Classic Rock Presents Prog Rock (3:37, Gut-Active)
- 2006 — Good Morning Vietnam 2 (3:50, Disky)
- 2006 — My Sounds Rock (Disky)
- 2007 — Head Full of Rock (3:36, EMI)
- 2007 — The Prog Rock Album (3:38, Crimson Productions)
- 2007 — The Sound of the 70s (3:35, Warner Strategic Marketing)
- 2008 — The Best of Curved Air (Repertoire)
- 2008 — Legendary Rock (3:48, MP Records)
- 2010 — The Old Grey Whistle Test (3:33, Rhino)

## Видео
- Back Street Luv. — Curved Air, Beat Club, 1971.